# ハビエル・ウルティコエチェア
ウルティ(Urruti)ことフランシスコ・ハビエル・ゴンサレス・ウルティコエチェア（Francisco Javier González Urruticoechea、1952年11月17日 – 2001年5月24日）は、スペイン・サン・セバスティアン出身の元サッカー選手。スペイン代表であった。現役時代のポジションはゴールキーパー。
1981年から1988年まで在籍したFCバルセロナではサポーターにもチームメイトにも愛された。リカルド・サモラ、Ferenc Plattkó、フアン・ベラスコ、アントニ・ラマレッツなどと同様に、バルセロナを代表するキーパーのひとりとして記憶されている。2001年5月、バルセロナ郊外の環状道路を運転中に中央分離帯に激突して死亡した。48歳だった。彼の功績を称え、トロフェオ・ハビエル・ウルティという名称のゴルフ大会が毎年開催されている。

## 経歴

### クラブ
1969年にレアル・ソシエダの下部組織に入団すると、サン・セバスティアンCF（Bチーム）で丸3年間過ごし、1972-73シーズンにトップチームに昇格してルイス・アルコナーダとポジションを争った。結局アルコナーダとのポジション争いに敗れ、1977年にRCDエスパニョールに移籍。1980-81シーズンにはドン・バロン・アワードの最優秀スペイン人選手賞を受賞した。
1981年、エスパニョールのライバルであるFCバルセロナに移籍した。3シーズン目の1983-84シーズンには全試合に出場してサモラ賞（最少失点率キーパー）を獲得した。テリー・ベナブルズ監督の下で、スティーヴ・アーチボールドやベルント・シュスターとともに中心選手として活躍し、1984-85シーズンにはリーグ優勝を果たした。1985年3月25日のレアル・バリャドリード戦ではマヒコ・ゴンサレスのPKをセーブしたが、結果的にはこのセーブが戴冠の鍵となるプレーだった。1985-86シーズンのUEFAチャンピオンズカップでは、ACスパルタ・プラハ（チェコスロバキア）、FCポルト（ポルトガル）、ユヴェントスFC（イタリア）を破って勝ち進んだ。準決勝のIFKヨーテボリ（スウェーデン）戦ファーストレグは3-0で勝利したが、セカンドレグでは同スコアで敗れた。しかし、いったんはゴールネットを揺らされたプレーに対して主審に抗議を行い、判定を覆して試合をPK戦に持ち込んだ。PK戦では重要なセーブを決め、自身もPKを蹴って決めた。決勝のFCステアウア・ブカレスト（ルーマニア）戦は延長戦を終えて0-0であり、再び試合の行方がPK戦に持ち込まれたが、そのPK戦では相手キーパーのヘルムート・ドゥカダムが4本すべてをセーブし、バルセロナは準優勝に終わった。1986年夏、同じバスク人のアンドニ・スビサレッタがアスレティック・ビルバオから加入すると、ベンチに追いやられ、1986-87シーズンと1987-88シーズンはリーグ戦計1試合の出場に終わった。1988年に現役引退し、引退後にはバルセロナのゴールキーパーコーチを務めた。

### 代表
1978年3月29日、ヒホンで行われたノルウェーとの親善試合でスペイン代表デビューした。しかし、クラブレベルでの活躍を代表では見せることができず、ゴンサロ・アルコナーダやアンドニ・スビサレッタの牙城は崩せなかった。1978年から1980年にかけて5試合に出場し、1978年にはアルゼンチンで開催された1978 FIFAワールドカップ、1980年にはイタリアで開催されたUEFA欧州選手権1980、1982年にはスペインで開催された1982 FIFAワールドカップ、1986年にはメキシコで開催された1986 FIFAワールドカップにいずれも控えとして出場した。また、バスク代表としても2試合に出場した。

## タイトル

### クラブ
- FCバルセロナ

UEFAカップウィナーズカップ 優勝 : 1981-82
プリメーラ・ディビシオン 優勝 : 1984-85
コパ・デル・レイ 優勝 : 1982–83, 1987–88
スーペルコパ・デ・エスパーニャ 優勝 : 1983
コパ・デ・ラ・リーガ 優勝 : 1982–83, 1985–86
UEFAチャンピオンズカップ 準優勝 : 1985-86

### 個人
- ドン・バロン・アワード 最優秀スペイン人選手賞 : 1980–81
- サモラ賞: 1983–84